# A. J. Francis
Anthony Joseph „A. J.“ Francis (* 7. Mai 1990 in Washington, D.C.) ist ein US-amerikanischer Wrestler und ehemaliger Footballspieler. Er steht aktuell bei TNA unter Vertrag.

## NFL

### Miami Dolphins
Nachdem Francis im NFL Draft 2013 nicht ausgewählt wurde, verpflichteten ihn die Miami Dolphins am 30. April 2013. Am 31. August 2013 wurde er von den Dolphins entlassen.

### New England Patriots
Am 1. September 2013 verpflichteten die New England Patriots Francis. Am 7. September wurde er von den Patriots entlassen, jedoch drei Tage später für ihren Practice Squad verpflichtet.

### Miami Dolphins
Am 27. November 2013 verpflichteten die Dolphins Francis. Francis wurde am 27. August 2014 auf der Injured Reserve List platziert. Am 14. November 2015 wurde er von den Dolphins entlassen.

### Seattle Seahawks
Am 16. November 2015 verpflichteten die Seattle Seahawks Francis. Am 24. November 2015 wurde er entlassen, jedoch zwei Tage später für den Practice Squad der Seahawks verpflichtet. Am 30. November 2015 wurde er in den Hauptkader befördert. Francis wurde am 9. Mai 2016 von den Seahawks entlassen.

### Tampa Bay Buccaneers
Am 17. Mai 2016 verpflichteten die Tampa Bay Buccaneers Francis. Am 3. September 2016 wurde er entlassen.

### Washington Redskins
Am 12. Oktober 2016 verpflichteten die Washington Redskins Francis für ihren Practice Squad. Am 29. November 2016 wurde er in den Hauptkader befördert. Am 10. Dezember 2016 wurde er entlassen. Drei Tage später wurde er für den Practice Squad wiederverpflichtet. Am 2. September 2017 wurde Francis erneut entlassen. Am 18. Oktober 2017 wurde er erneut für den Practice Squad verpflichtet. Nach nur einem Tag wurde Francis in den aktiven Hauptkader befördert. Am 25. Oktober 2017 wurde er entlassen. Am 21. November 2017 wurde Francis wiederverpflichtet.

### New York Giants
Im Mai 2018 verpflichteten die New York Giants Francis. Im Rahmen der finalen Kaderverkleinerung auf 53 Spieler vor Beginn der Regular Season wurde er entlassen.

## Wrestling-Karriere

### World Wrestling Entertainment (2020–2021)
Im Januar 2020 unterschrieb Francis bei der WWE. Am 4. Mai 2021 gab er bei NXT sein Debüt und half Isaiah Scott, Leon Ruff zu besiegen.  Hiernach wurde er Mitglied im Stable Hit Row, bestehend aus Isaiah Scott, Ashante Adonis und B-FAB.
Im April 2021 begann er in der A&E Network-Fernsehserie WWE’s Most Wanted Treasures mitzuwirken. Dort spielt er einen Geschichtsexperten, der zusammen mit anderen Wrestlern zu WWE- und Wrestling-Legenden wie Mick Foley, Jerry Lawler und dem Undertaker reist, um Wrestling-Memorabillia aufzutreiben.
Am 1. Oktober 2021 wurde das Stable Hit-Row zu SmackDown gedraftet. Am 18. November 2021 wurde er von der WWE entlassen.

### Rückkehr zu World Wrestling Entertainment (seit 2022)
Am 12. August 2022 feierte er bei SmackDown seine Rückkehr zur WWE.